# Arthropodium cirrhatum
Arthropodium cirrhatum (rengarenga, lirio renga, lirio de roca de Nueva Zelanda, o maikaika) es una especie de planta perenne herbácea perteneciente a la familia Laxmanniaceae.

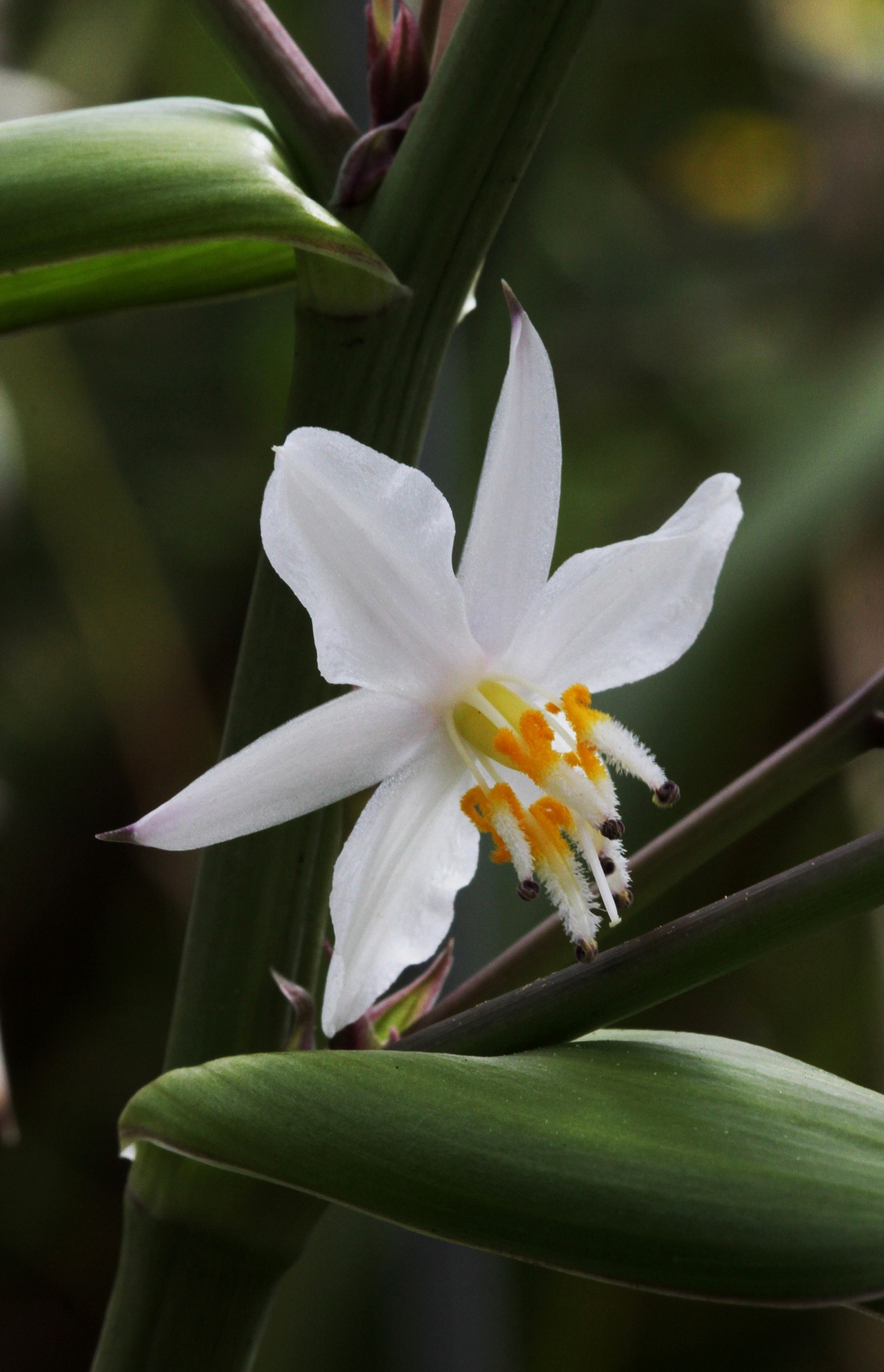
Detalle de la flor

## Descripción
Es un lirio muy atractivo, con hojas de 30–60 cm por 3–10 cm, el tallo de la flor con frecuencia alcanza un metro, y produce muchas flores de seis pétalos, en grupos de dos o tres, cada uno con 2 cm de ancho. Los estambres son tricolores – púrpuras y blancos, con amarillo en el extremo rizado. Las raíces miden 2–3 cm de ancho. Con frecuencia se le cultiva como ornamental, pero crece naturalmente al norte de Greymouth y Kaikoura cerca del mar y, como el nombre sugiere, usualmente en rocas. Los rizomas son comestibles cuando se les cocina y pueden ser encontrados todo el año.
Los rizomas son comidos por los maoríes después de ser cocinados por hangi (rocas calientes). Colenso creyó, por dos razones, que esta planta fue una vez cultivada por ellos: primero, la planta crece mucho más grande bajo cultivo de lo que usualmente lo hace en la naturaleza; y segundo se le encontraba frecuentemente cerca de casas y plantaciones abandonadas maoríes.

## Distribución y hábitat
Es endémica de Nueva Zelanda, donde pudo haber sido una vez cultivada. Es usado como medicina y también como alimento, y tiene una importancia simbólica en la cultura tradicional maorí.

## Taxonomía
Arthropodium cirrhatum fue descrita por (G.Forst.) R.Br. y publicado en Botanical Magazine 49: t. 2350. 1822.
Sinonimia
- Anthericum cirrhatum G.Forst. basónimo
- Anthericum latifolium Banks & Sol. ex Kunth[2][3]